# Phan Thành Nam
Phan Thành Nam (sinh năm 1985) là một nhà Toán học người Việt, hiện là giáo sư tại Đại học Ludwig Maximilian München. Anh đạt giải thưởng Hội Toán học Châu Âu năm 2020.

## Tiểu sử và sự nghiệp
Phan Thành Nam sinh ngày 3 tháng 7 năm 1985 tại Tuy Hòa, Phú Yên.
Anh học phổ thông tại trường THPT Lương Văn Chánh, Phú Yên. Anh học đại học tại lớp Cử nhân Tài năng Toán của Trường Đại học Khoa học Tự Nhiên, Đại học Quốc gia Thành Phố Hồ Chí Minh từ năm 2003 đến 2007 sau đó theo học chương trình thạc sĩ Pháp-Việt và sang Pháp du học tại Đại học Orléans dưới sự hướng dẫn của giáo sư Alain Phạm Ngọc Định.
Năm 2008, anh sang Đan Mạch và làm tiến sĩ tại Đại học Copenhagen dưới sự hướng dẫn của giáo sư Jan Philip Solovej. Anh bảo vệ luận văn về ngành Vật Lý Toán năm 2011 với nhan đề "Contributions to the Rigorous Study of the Structure of Atoms".
Từ năm 2011 đến 2013, anh làm nghiên cứu viên sau tiến sĩ tại Đại học Cergy-Pontoise (Pháp) dưới sự hướng dẫn của GS. Mathieu Lewin.
Từ năm 2013 đến năm 2016, anh làm nghiên cứu viên sau tiến sĩ tại Viện khoa học và công nghệ Áo (IST) dưới sự hướng dẫn của GS. Robert Seiringer.
Năm 2016, anh sang Cộng hòa Séc làm giáo sư trợ giảng tại Đại học Masaryk.
Từ năm 2017, anh là giáo sư tại Đại học Ludwig Maximilian Munich, CHLB Đức.

## Thành tích
Năm 2018, Hội quốc tế về vật lý ứng dụng và lý thuyết (viết tắt IUPAP) đã trao tặng giải thưởng nhà khoa học trẻ trong lĩnh vực vật lý toán cho GS Phan Thành Nam vì đã đạt các kết quả tiên phong với chất lượng khoa học xuất sắc trong vật lý toán.
Năm 2020, GS Phan Thành Nam nhận được giải thưởng của Hội Toán học Châu Âu (trao 4 năm một lần cho những nhà toán học tài năng dưới 35 tuổi).
“Phan Thanh Nam đã có những công trình đáng chú ý về toán học của hệ đa vật lượng tử (quantum many-body system) bao gồm hệ nguyên tử, phân tử cũng như các khí Bose và Fermi. Kết quả của anh anh liên quan đến sự cân bằng và tính chất động lực học của những hệ như vậy. Nhiều kết quả nổi tiếng trong lãnh vực này là do công của Nam. Chúng bao gồm những chặn tốt nhất cho ion hóa cực đại của các nguyên tử và những hằng số nổi tiếng của của bất đẳng thức Lieb-Thirring lừng danh. Hơn nữa, Nam và các cộng sự đã phát triển một cách tiếp cận tổng quát để thiết lập giới hạn trường trung bình (mean-field limit) của các hệ boson dựa trên định lý de Finetti lượng tử. Đó là thứ mà bây giờ trở tiêu chuẩn vàng trong lãnh vực này", giáo sư Jan Philip Solovej nhận xét.
Các lĩnh vực nghiên cứu của GS Phan Thành Nam là giải tích và vật lý toán, đặc biệt là cơ học lượng tử nhiều hạt, lý thuyết phổ, phép tính biến phân và phương trình đạo hàm riêng, giải tích số. Tính đến năm 2020, anh là tác giả của hơn 40 công trình về toán học.